# Експресионизам
Експресионизам је подједнако књижевни и ликовни покрет. Јавио се као супротност префињеном, естетизованом и индивидуалистичком импресионизму. Хтио је да изрази оно што је примарно, исконско у човјеку. Експресионистички умјетници су настојали да искажу значење емоционалног искуства умјесто физичке стварности. Јавља се у Њемачкој 1905. године, када је група умјетника основала дрезденску групу „Мост’’. Касније се појавила група „Плави јахач’’ у Минхену, а након Првог свјетског рата, и група „Нова стварност’’ такође у Њемачкој.
Израз чији је творац највјероватније Херварт Валден, издавач експресионистичког магазина Der Sturm, 1911. године, а који се у почетку односио на све прогресистичке умјетничке правце прије Првог свјетског рата, почев од фовизма, кубизма, футуризма, па све до првих апстрактних експеримената. Данас, у ликовној умјетности, тај се појам односи на посебан умјетнички правац који је досегао своју највишу тачку развитка првих година 20. вијека, посебно у Њемачкој.
Као реакција на импресионизам, који преноси спољашњи изглед природе и свијета на сликарско платно, експресионисти напуштају површне стимулације и илузије поинтилизма, у корист изражавања унутрашњег духа стимулисаног религиозним, социјалним, или психолошким нагоном, па чак и оптимистичким визијама будућности.
Перцепција реалности је имала вриједност стимулансе креативног момента унутрашњег доживљаја. За изражавање тог унутрашњег доживљаја експресионисти су створили нови пикторални језик који се састојао у наношењу боје у линијом омеђене површине, са драматичним и експресивним потезима киста, понекад намјерно претјерујући и досежући границу карикатурескног. Као и кубисти, ови умјетници су се директно супротставили сензуалној умјетности опијајућег израза импресионизма, приказујући директну визију свјетлости и боје, у корист снажног експресивног садржаја.
У супротности са футуризмом са Средоземља, који се у то вријеме рађао у Италији, као једно модерно освијештавање умјетничке проблематике, експресионизам означава сумња и меланхолија, коју инспирише дјело данског филозофа Киркегора. Умјетничко дјело експресиониста води ка сублимираној одсутности личности која пати због своје слободе. Експресионисти групе "Die Brücke" допуштају себи слободно хроматско изражавање контролисано спонтаним креативним процесом и артикулисаним сензибилитетом аутора. Вјештачка хармонија празног садржаја препушта терен асиметричној декомпозицији, која је најбоље представљена у свјетски познатој слици Врисак, (1895) норвешког сликара Едварда Мунка.
Паралелно са фовистима у Француској, њемачки умјетници су осјећали да као пророци дотада непознатих умјетничких вриједности, морају превазићи конвенције које спутавају умјетност њиховог доба. Темељ сликарства у Европи за наредних педесет година био је изражен у циљевима три групе њемачких умјетника: Мост, Плави јахач и Нова стварност. Експресионизам ових умјетника је проистекао из протеста према друштвеним и политичким неправдама. У дјелима у којима су протестовали против неправди свог времена, настојали су да се што непосредније огледа снага њиховог стваралачког порива. Овај стваралачки порив, здружен са жељом за протестом, постао је темељ читавог низа разних покрета у њемачкој умјетности. Умјетнички облици који су настајали као резултат овога стања попримали су квалитете жестине, драматичности, окрутности и чак фанатизма који, на примјер, у „разумној“ француској умјетности, упркос тадашњој перцепцији фовизма као „дивљег“ ликовног израза, се није никада у потпуности јављао.
Млади умјетници овога правца идентификовали су се са религиозним мистицизмом средњег вијека, нихилизмом филозофије данског егзистенцијалисте Серена Киркегора, као и са умјетношћу, али и анимизмом примитивних култура. Неки су такође слиједили дјечји начин ликовног изражавања, који карактерише наиван и емотиван набој према околини. На примјер, умјетност Емила Нолда по перцепцији и осјећају је слична мистичној умјетности средњег вијека, док је Едвард Мунк многа од својих дјела базирао на средњовјековној и примитивној умјетничкој традицији. Франц Марк је, инспиришући се у стварности пећинског човјека, створио поетичан израз који карактеришу чисте форме и емотивно коришћење боје. Георг Грос и Ото Дикс су базирали свој израз на протесту против пруског милитаризма.
Макс Бекман, иако није припадао ниједној организованој групи експресиониста, ишао је путем који је по духу био донекле сродан дјелу Ота Дикса. Послије Првог свјетског рата, Дикс је у стилу сатире обрађивао деградирану полусвијест тадашњег политичког друштва Њемачке. Бекман је његовао сличан стил отворене сатире, али је свој емоционални интензитет израза модификовао мирним геометријским аранжманом композиције који је учио од кубиста. Овај квалитет даје јасноћу његовом начину сликања који подсјећа на дјела „старих мајстора“ европског сликарства.

## Историјски преглед развоја покрета
Експресионизам започиње прелиминарним периодом од 1885. до 1900. године, чији су представници умјетници Винсент Ван Гог, Пол Гоген, Едвард Мунк и Џејмс Енсор. Њихово дјело представља напуштање веселе сензуалности импресиониста, концентришући се на проблеме саме личности. Ван Гог је у својим сликама већ довео у питање хроматски израз бојом који су практиковали импресионисти, уздижући га до специфичног експресивног израза. Допринос Гогена је синтетичка артикулација ритма на платну преко орнаменталних форми у прилог цјелокупног доживљаја. Тај нови начин изражавања стиже у Њемачку дијелом преко умјетности Тулуз-Лотрека.
Тада почињу са радом двије њемачке умјетничке групе Мост (Die Brücke), у Дрездену, и Плави јахач (Der Blaue Reiter), у Минхену. У Француској се паралелно развија сличан покрет, фовизам, чији представници стварају у Паризу (Анри Матис, Морис Вламник, Андре Дерен, Морис Утрило, Кес ван Донген, Раул Дифи) и „проклети сликари” (peintres maudites) (Амедео Модиљани, Марк Шагал, Жорж Руо, Хаим Сутин) који се, такође својом лирском меланхолијом и страственим сензибилитетом, удаљавају од опојног колоризма импресиониста.
У дјелима сликара групе Мост (Ернст Кирхнер, Карл Шмит-Ротлуф, Ерих Хекел, Ото Милер, Макс Пехштајн и Емил Нолде) изражена је непрекидна криза личности са индивидуалном трагедијом друштвеног слома, окарактерисаног френетичним ритмом потеза кистом и жарким бојама. Унутрашња борба духа са стварношћу природе појављује се у пејзажима тих сликара као визија невиности.
Група Плави јахач (Франц Марк, Август Маке, Габријела Минтер, Василиј Кандински, Паул Кле и Алексеј Јавленски), чије име долази од једне слике Кандинског, била је уједињена више по тражењу духовног у сликарству, него по стилу и форми. Њихова дјела, која се карактеришу по експерименту и оригиналности, отварају врата апстрактној умјетности.
Већина умјетника из групе Плави јахач ће касније бити професори у државној школи за архитектуру и примјењене умјетности Баухаус (основана у Вајмару 1919. године), међу којима ће се нарочито истаћи као педагози Василиј Кандински и Паул Кле.

### Почеци експресионизма
Поријекло израза експресионизам није сасвим јасно. Данас се под њим  углавном подразумијева бунтовнички покрет у ликовној умјетности, књижевности и музици који је достигао свој врхунац у Првом свјетском рату. Такође се сматра да је карактер овог покрета изразито германски и да се односи на умјетнике који су у том периоду стварали у Њемачкој. Међутим, нема сумње да се појам у тадашње вријеме користио првенствено за француске умјетнике, фовисте. У својим списима, објављеним у часопису Der Sturm у августу 1911. године, историчар умјетности Вилхелм Ворингер говори о умјетницима савременицима, француским „синтетичарима (кубистима) и експресионистима” (мислећи на фовисте). А на изложби у организацији поменутог часописа, одржаној у Берлину у прољеће 1912. године, организатор Хјерварт Валден је дјела француских умјетника назвао „експресионистичким”, што није учинио са оним групе „Плави јахач”, Кандинског и Франца Марка. Није било покушаја да се дефинише овај нови покрет све до изложбе „Посебне уније” (Sonderbund), одржане у Колонији у љето 1912. године. У предговору каталога, Рејхард Рајхе је описао експресионизам као покрет који тежи „поједностављењу и истицању облика изражавања, новим ритмовима и боји”. Све до ратних година, појам се није користио за означавање посебног њемачког покрета у ликовним умјетностима, покрета са сопственим намјерама и идеалима.
За употребу појма у том смислу у великој мјери су заслужна двојица писаца, критичар Паул Фехтер и драмски писац и есејиста Херман Бар. У својој књизи Expressionismus, објављеној 1916, Бар је тврдио да поријекло експресионизма треба тражити у њемачкој естетици деветнаестог вијека, посебно у Гетеовим списима, које су касније развили писци као што су Ворингер, Алојз Ригл и Тиодор Липс. Такође је сматрао да је експресионизам покрет превасходно посвећен свијету унутрашњих емоција, за разлику од импресионизма који је „робовао” спољашњем свијету природе и чула. Раније, 1914. године, Фехтер је објавио монографију такође под насловом Expressionismus гдје начинио разлику између двије врсте експресионизма: „интензивног”, инспирисаног унутрашњим искуством, и „екстензивног”, који овиси од чулног односа са спољашњим свијетом. За Фехтера најважнији представник прве „школе” је био Кандински, а друге, Макс Пехштајн. У ствари, већина уметника који су се тада сматрали експресионистима би се сложили да придају велики значај унутрашњем искуству. Курт Пинтус, уредник збирке експресионистичких пјесама под насловом Menschheitsdämmerung  („Сумрак човјечанства’’), објављене 1920. године, изјавио је да „у умјетности процес стварања мора да иде изнутра ка споља, а не споља ка унутра; важно је ухватити унутрашњу стварност оруђима унутрашњег духа. Још 1911. године Кандински је дефинисао нови 20. вијек као „вијек унутрашњег” за разлику од 19. вијека, „вијека спољашњости”. Тако је, по заговорницима експресионизма, умјетност покушавала да изрази човјекову душу, а не да покаже вјештину умјетника. Фехтер је писао да умјетност „не произилази само из вјештине, већ у великој мјери овиси од извјесног духовног расположења, од жеље или, још боље, од нужде”. Његове изјаве подсјећају на чувену фразу композитора Арнолда Шенберга која је постала један од слогана експресионизма: „Умјетност настаје из нужде, а не из вјештине”.
Као резултат значаја који је дат унутрашњој визији умјетника и постављања његових техничких способности у други план, различите умјетничке форме су се мијешале и збуњивале публику и критичаре. Умјетници, писци и композитори су разлике између својих умјетности сматрали  тек спољашњим околностима, а самим тим и неважним. Многи од водећих експресиониста експериментисали су са различитим изражајним средствима. На примјер, Ернст Барлах је радио као вајар, графичар, и писао позоришне представе; његова драма у прози Der Tote Tag („Дан мртвих’’) је један од најранијих примјера експресионистичког позоришта. Кандински је сликао и цртао, писао поезију, драму, и критике. Кокошка је сликао, цртао, радио графике, скулптуре и писао драме и есеје. Шенберг је био композитор и сликар. Умјетници су често тражили инспирацију међу савременицима који су стварали у различитим умјетностима. Резултати ових експеримената су често били изненађујуће слични. Постоји очигледна веза између сценске композиције Кандинског Der Gelbe Klang  („Жути звук’’) и музичке драме Die Glückliche Hand („Срећна рука’’). Овај однос може дијелом бити посљедица заједничких утицаја шведског писца Стриндберга, чија су каснија дјела, попут слика његовог савременика Едварда Мунка, извршила одлучујући утицај у раним данима експресионистичког покрета.
Двјема категоријама које је већ поменуо Фехтер („интензивни” и „екстензивни” експресионизам) треба додати и трећу: политички експресионизам. До 1914. „осјећајни однос према свијету” који Фехтер описује, увелико је замјењен повећаном политичком свијешћу, погоршаном кризом чији је узрок био Први свјетски рат. У књижевности, оно што је почело као побуна против друштва, завршно се претворило, у свом најекстремнијем облику, у неку врсту пацифистичког анархизма. У ликовним умјетностима ова политичка свијест се огледа у раду Барлаха, Макса Бекмана и Кете Колвиц. Бекманова слика Ноћ  или његови посљедња серија триптиха, симболизује умјетникову муку у рату и његове посљедице. Рат је узео данак међу умјетницима експресионистима: неколико их је погинуло на фронту, међу њима Август Маке (1914) и Франц Марк (1916).

### Die Brücke (Мост)
Према Фехтеру, Пехштајн и Кандински су били главни представници двије најзначајније групе експресионизма: Die Brücke (Мост) и Der Blaue Reiter (Плави јахач). Од обе старија је била група Мост, коју су у Дрездену 1905. основала четворица пријатеља, сви студенти архитектуре: Ернст Лудвиг Кирхнер, Ерих Хекел, Карл Шмит-Ротлуф и Фриц Блејл. Једини међу њима који се неко вријеме школовао за сликара био је Кирхнер, који је учио сликарство  код Вилхелма фон Дебшица и Хермана Обриста у Минхену 1903-4 године. Његово графичко стваралаштво из овог периода је јасно под утицајем Југендштила, имена које је у Њемачкој на прелазу вијека добио покрет Арт нуво. Кирхнер је у Минхену упознао технику дивизионизма. У писму, послатом 1937. Курту Валентину, он пише:
„Изложба француских неоимпресиониста ме је натјерала на размишљање. Наравно, сматрао сам да им је цртеж слаб, али сам проучавао науку о боји засновану на оптици да бих дошао до супротног (од онога што су радили неоимпресионисти): не да ја стварам комплементарне боје, већ да допустим да их створи око, према Гетеовој теорији.’’
Овдје Кирхнер готово сигурно мисли на десету изложбу минхенског друштва Фаланге, коју је приредио Кандински и на којој су била дјела Сераа, Сињака, Луса, Кроса и Ван Риселберга, као и Тулуз-Лотрека и Валотона.
Кирхнер, који је почео своје студије у Дрездену 1901. године, упознао је Блејла наредне године. Отприлике у исто вријеме Хекел је упознао Шмит-Ротлуфа на извођењу Хауптманових Ткачица. Обојица су били средњошколци у Кемницу и прикључивши се једном локалном књижевном клубу, читали Ибсена, Стриндберга, Достојевског и Ничеа. Хекелова графика Два човјека за столом (илустрација сцене из Идиота Достојевског) открива важност утицаја који су ова рана књижевна искуства имала на његов каснији сликарски рад. Хекел је био најинтелектуалнији међу умјетницима групе Мост. Касније ће се Кирхнер присјећати да му је, при првом сусрету са Хекелом, овај величанствено пришао, цитирајући одломак из Ничеовог Тако је говорио Заратустра. Ничеове идеје, попут идеја Достојевског, имале су велики утицај на сликарство групе Мост, посебно у избору тема.
Четворица умјетника су једно вријеме радила заједно у атељеима Кирхнера и Хекела. Њихова прво групна изложба је дошла готово случајно. Хекел је радио у студију архитекте Вилхелма Крајса, а за један од пројеката, сеоска кућа за колекцонара, заинтересовао се власник фабрике лампи у Дрездену, Зајферт. Задивљен дизајном галерије куће, који је заправо дјело Хекела, наручио је по њему простор за излагање својих лампи. Хекел је дизајнирао неколико лампи за Зајферта, а зидове изложбеног простора је украсио својим и сликама својих колега. Тако је прва изложба групе Мост отворена у фабрици Зајферт, октобра 1906. године, у дрезденској четврти Лобтау, али није била нарочито успјешна. У то вријеме четворици оснивача групе придружили су се млади Макс Пехштајн, студент дрезденске Академије, швајцарски сликар Куно Амијет и фински умјетник Аксел Гален-Калела. У фебруару 1906. Шмит-Ротлуф је писао Емилу Нолдеу и позвао га да им се придружи: Нолде је прихватио, али је већ наредне године напустио младе сликаре. Године 1906, групи су се придружили „пасивни чланови” који су уз годишњу претплату од 12 марака добијали годишњи извјештај о раду и фасцикл са 3 или 4 оригиналне графике. Сликари су убрзо написали манифест групе Мост, а Кирхнер је изрезбарио текст у дрвену плочу. Почињао је овако:
„Вјером у нову генерацију стваралаца и љубитеља умјетности, молимо младе да нам се придруже. Као млади и власници будућности захтијевамо од старих генерација, …, слободу живота и дјеловања. Свако ко непосредно и искрено представља снагу која га покреће да ствара, нам припада.”
Није лако уочити складан стил групе Мост прије њихове прве изложбе у Галерији Рихтер у Дрездену, из 1907. године. Такође је тешко пратити њихов стилски развој, јер постоји доста хронолошких проблема. На примјер, у својим посљедњим годинама Кирхнер је уписао погрешне датуме на своја прва дјела, вјероватно намјерно, помјерајући их у неким случајевима и до 3 или 4 године уназад. Жеља умјетника да се представе оригиналнијим или авангарднијим него што су заиста били, често их је наводила да раде фалсификате ове врсте. До 1906. Кирхнер је експериментисао са неоимпресионистичком техником поентилизма, тумачећи је, наравно, на врло личан и својствен начин (Језеро у Дрезденском парку, 1906; приватна колекција). Рана дјела других умјетника Моста такође су била еклектична, показујући очигледан утицај постимпресионизма, посебно Ван Гога и Мунка. Хекел, Кирхнер и Шмит-Ротлуф су порицали да су били под таквим утицајима, говорећи да током првих година групе, прије 1908, још увијек нису довољно познавали рад ових умјетника; али Нолде је гурнуо прст у рану у писму упућеном швајцарском колекционару Хансу Феру гдје пише: „Требало би да се зову Вангоговци”. Чак и да нису посјећивали битне француске салоне у којима су излагана дјела ових умјетника (мада је Пехштајн био у Паризу 1907-8. године), у Њемачкој је било лако видјети дјела страних умјетника. Године 1905. Галерија Арнолд у Дрездену је приредила изложбу са 50 Ван Гогових слика; сљедеће године у  Саксонском удружењу умјетника (Sächsischer Kunstverein) је изложено 20 Мункових дјела, а у Галерија Арнолд, слике француских нео и постимпресиониста, међу којима су били Сера, Гоген и Ван Гог. У мају 1908. године, Галерија Рихтер је приредила ретроспективну изложбу са 100 Ван Гогових дјела, и другу са сликама фовиста: Ван Донгена, Маркеа, Вламинка, Фрица и других. Коначно, Кирхнерово путовање у Берлин у јануару 1909. поклопило се са изложбом Матисових дјела коју је приредио Касирер.
Једнако тешко је сазнати тачан тренутак када су умјетници Моста почели да се занимају за примитивну умјетност. Кирхнерова тврдња да је открио афричку скулптуру и умјетност Океаније 1904. године, прилично је неувјерљива. Није могуће уочити трагове утицаја тих умјетности у дјелима било ког сликара Моста насталим прије 1906–07. године. Међутим, до тада су и фовисти и Пикасо открили и проучавали примитивну умјетност. У Госпођицама из Авињона, (1907; Музеј модерне умјетности, Њујорк) Пикасо је истраживао формалне посљедице изобличења људске физиономије карактеристичне за одређене врсте афричке скулптуре. Али умјетници Моста су били заинтересовани за примитивну умјетност из других разлога: дивили су се њеној експресивности, често користећи њену сексуалну иконографију у својим дјелима. Чак су хтјели и да њихов начин живота постане истовјетан са животом једне примитивне културе. Не само да су се окружили примјерима примитивне умјетности, већ су и зидове својих атељеа и употребних предмета украшавали примитивним мотивима који подсјећају на Гогена. Од 1907. године, афричке скулптуре су се појавиле у ентеријерима Кирхнеровог и Хекеловог атељеа. Од 1906. године чланови групе су блиско сарађивали у бројним приликама, посебно током мјесеци годишњих одмора. Сваког љета или јесени од 1906. до 1910. Шмит-Ротлуф и Хекел су заједно сликали у Дангасту, граду на њемачкој обали Сјеверног мора; у љето 1910. Хекел и Пехштајн су се придружили Кирхнеру у Морицбургу. Омиљена тема групе у овим вишемјесечним излетима су актови са позадином пејзажа; понављање истих мотива у дјелу различитих сликара Моста током овог периода, отвара могућност да се говори о једном „групном стилу’’. Различити чланови групе експериментисали су и са графичким техникама; посебно су Кирхнерови и Хекелови дрворези изванредно изражајни. Умјетници су сами правили графичке плоче и пуштали да се структура и прстенови дрвета појаве као декоративни елемент на графичким листовима, користећи технику коју је већ раније био употријебио Норвежанин Мунк. Шмит-Ротлуф је радио и литографије. Плод ових експеримената су годишње фасцикле (Jahresmappen) које су радили за „пасивне чланове” групе. Сваке године је фасцикл био посвећен једном умјетнику: 1910. Кирхнеру, 1911. Хекелу и 1912. Пехштајну.
Године 1910, слике групе Мост и Нолдеа су одбијене за изложбу берлинског огранка Сецесије. Нолде је тада јавно напао Макса Либермана, предсједника изложбе, и одбијени су основали властито удружење, „Нова сецесија”, на челу са Пехштајном. Групи се придружио и сликар Ото Милер, коме се Кирхнер касније захвалио што их је подучио у техници сликања темпером. Године 1911. и преостали умјетници групе Мост су се преселили у Берлин (Пехштајн је већ живјео у Берлину од 1908), а Кирхнер и Пехштајн су отворили своју сликарску школу, институт МУИМ. Отприлике у то вријеме, чешки сликар Бохумил Кубишта такође се придружио Мосту.
Помјерање центра гравитације групе из Дрездена у Берлин поклопило се са већом дозом формализма у њиховом сликарству и очигледном промјеном тема њихове умјетности: усмјеравају пажњу на велики град, посебно на најнегативније аспекте градског живота, суморни свијет пијаница, умјетника кабареа и проститутки, представљених у Кирхнеровој слици Пет жена на улици (1913; Музеј модерне умјетности, Њујорк). Године 1912. Мост је учествовао на другој изложби групе Плави јахач, узвративши гостовање умјетника из Минхена Берлину поводом четврте изложбе Нове Сецесије, на којој су, између осталих, били и представници Новог удружења умјетника из Минхена (Neue Künstlervereinigung München), Кандинског и Јавленског. Исте године група је изложила своје радове у Келну, гдје су Кирхнер и Хекел украсили једну капелу фрескама. Међутим, током ових година унутар групе су почеле да се појављују пукотине. Пехштајн, који је излагао на Берлинској сецесији, оспоравајући одлуку групе да учествује заједнички или, у супротном, да не учествује никако, одлуком осталих чланова је избачен из Моста. Сљедеће године ствари су постале још горе када је Кирхнер спремио „Хронику Моста” чији је садржај произвео силовита неслагања међу осталим члановима групе. У мају 1913. се група распала, а „пасивни чланови” су о распаду обавјештени писмом које су потписали Амијет, Хекел, Милер и Шмит-Ротлуф. У сваком случају, умјетници су наставили да излажу са берлинском Сецесијом, новооснованом Слободном Сецесијом и у уметничкој галерији трговца умјетности Фрица Гурлита.
Умјетнике групе Мост се данас сматра мањим дијелом једног ширег експресионистичког покрета, можда и због њиховог презира према „старијим генерацијама”, али и према чисто техничким умјетничким вјештинама. Али, с друге стране, може се упитати у којој мјери је оваква номенклатура увјерљива. Ни силовите алегорије Бекмана, ни апокалиптичке визије Мајднера немају никакве везе са дјелима умјетника групе Мост; а за разлику од других значајних експресиониста они су се практично ограничили на сликарство и графику: ријетко су експериментисали са другим средствима и у другим умјетностима. С обзиром на књижевне изворе којима су се инспирисали (дјело Ничеа и Достојевског), учинило би се исправније назвати их „натуралистима”, а не експресионистима.
У избору теме, умјетник попут Кирхнера изгледа ближи писцима натуралистима попут Ибсена и Стриндберга из раног периода (скандинавска књижевност је имала велики утицај на многе њемачке умјетнике почетком 20. вијека), него, на примјер, Георгу Траклу или Стефану Хајму. Штавише, у поређењу са умјетницима групе Плави јахач, умјетност Моста је у суштини фигуративна. Са очигледним неповјерењем према апстрактној уметности, Кирхнер је написао:
„Нема постепеног развоја од „фигуративне неразумљивости” до апстрактне слике, већ . . . процес стварања је овдје сасвим друкчији. Умјетник . . . мора измишљати облике, који долазе само из његовог ума. . . Да би биле дешифроване, ове (апстрактне) слике захтијевају кључ који нам може дати једино сâм умјетник или историчар умјетности. . . Али да ли је вриједно тежити оваквом развоју? На овај начин, зар умјетност не би могла да престане да буде умјетност, и постати (једна) школска дисциплина, попут геометрије или алгебре?’’

### Der Blaue Reiter (Плави јахач)
Умјетници групе Мост су били Ничеовци по филозофији и натуралисти у избору тема свог сликарства, заинтересовани више за праксу а далеко мање за теорију, док су Плави јахачи били све супротно. У филозофији су били блиски Шопенхауеру, умјесто Ничеу, далеко више заинтересовани за умјетничку теорију и тежили су апстракцији.
Вође групе Плави јахач су били Рус Василиј Кандински и њемачки сликар Франц Марк. У вези имена, Кандински је написао: „Обојица обожавамо плаву боју; Марк воли коње а ја јахаче. Тако да се име само наметнуло.” У сваком случају Плави јахач није било ни друштво умјетника за излагање ни неко озваничено удружење. Само име је било предвиђено као наслов алманаха (или годишњака) који су Кандински и Марк спремали за објаву у љето или јесен 1911. године, а који је требао да буде један шири и општи преглед примитивне, а посебно модерне умјетности.
У писму из 1930. које је Кандински послао Паулу Вестхајму, он каже:
„У мени је тада сазријела жеља да направим књигу (неку врсту алманаха) у којој би аутори прилога били само умјетници. Хтјео сам да они буду врхунски сликари и музичари. Погубно раздвајање умјетности; раздвајање велике „Умјетности” од народне и дјечије уметности, и „етнографије”; чврсти зидови који су дијелили оно што је, по мом мишљењу, било тако блиско повезано и неријетко истовјетна појава – једном рјечју, синтетичке везе међу њима – све то ме је узнемиравало.’’
Алманах Der Blaue Reiter је коначно објављен у мају 1912. године у издавачкој кући која је такође објавила есеј Кандинског О духовном у умјетности (1912). У њему је серија битних теоријских чланака, међу којима се истичу „О питању форме” Кандинског, „Двије слике” и „Њемачки фовисти” Франца Марка, „Маске” Августа Макеа, и „Однос са текстом” Шенберга. У почетку директори Алманаха су поставили као циљ не мање од осам чланака о музици, али се то на крају испоставило као недостижно; у сваком случају, Алманах је од изузетне важности због количине музичког материјала, гдје се истичу чланци о Скрјабину и модерној руској музици, поред једног музичког „додатка” гдје је факсимилна репродукција кратких музичких комада Шенберга и његових ученика Албана Берга и Антона вон Веберна. Ипак, оно што се највише истиче у Алманаху су илустрације којих је укупно више од 140. Дјечији цртежи, скулптуре са Васкршњих острва, афричке резбарије, текстил са Аљаске, руске народне графике, слике у стаклу из Баварске, њемачке готичке скулптуре, слике Ел Грека и Сезана, Анрија Русоа и Пикаса, поред репродукција дјела умјетника који су написали чланке за Алманах – Кандинског, Марка, Макеа, Шенберга, и др. С друге стране, били су одсутни примјери који се могу сматрати стубовима западне умјетности, слике ренесансних, постренесансних и мајстора барока. Циљ овог преклапања визуелног материјала умјетности различитих култура, често срачунат до детаља, био је да се докаже постојећи „унутрашњи идентитет” између примитивних облика израза и оних које користе тадашњи савремени умјетници. Ријеч је о једном непосредном приступу, моћи комуникације која је, по Кандинском, била у дубокој сјени током ренесансе и барока због њихове бриге око нарације и представљања.
Да је име Der Blaue Reiter превазишло границе Алманаха, је више из политичких него из чисто умјетничких разлога. Кандински и Марк, заједно са Габријелом Минтер и Алфредом Кубином, били су чланови Друштва нових умјетника Минхена (Neue Künstlervereinigung München), основано 1909. године у присуству Кандинског.
Није прошло дуго времена а у Друштву се догодио расцјеп из ког су настале двије групе са опречним ставовима: с једне стране су били конзервативци, а с друге, напредњаци које су водили Кандински и Марк. У августу 1911, Марк је писао свом пријатељу Макеу: „Предвиђам, исто као и Кандински, да ће се на наредном јесењем састанку Друштва догодити велики сукоби, а већ на сљедећем повлачење или напуштање једне или друге стране; на крају питање је ко ће остати… ”
Коначни разлаз се догодио у децембру мјесецу исте године, када су слику Кандинског Пета Композиција, једно од његових најзначајнијих дјела овог периода, чланови задужени за избор дјела за трећу изложбу Друштва у Галерији Танхаусер у Минхену, одбили. Након ове „објаве рата”, Кандински и његови пријатељи су напустили Друштво, организујући паралелну изложбу којој су дали име свог још увијек необјављеног Алманаха. Тако је прва изложба групе уредника Плавог јахача отворена у једној сусједној галерији, у исто вријеме када и изложба Друштва нових умјетника Минхена. У предговору изложбеног каталога Кандински је написао:
„На овој малој изложби не покушавамо да ширимо одређену или утврђену форму. Оно што желимо јесте да … прикажемо различите начине на које се исказују унутрашње тежње умјетника.”
Већина умјетника који су сарађивали у алманаху Плави јахач су на позив Кандинског или Марка изложили своје радове на овој првој изложби, иако нису били чланови ниједног удружења. Након затварања у Минхену, изложба је приказана у неколико других градова. На крају и у берлинским галеријама Дер штурм, Херварта Валдена. Друга изложба (одржана у прољеће 1912) била је ограничена на графичка дјела, али је имала далеко интернационалнији карактер, будући да су поред дјела њемачких на њој приказана и дјела француских и руских умјетника. Друга изложба је путовала у Москву 1912. године, гдје је била посебно запажена. Укратко, понудила је садржајан сажетак најновијих кретања у европској умјетности прије Првог свјетског рата.
Чини се бесмисленим покушати дефинисати заједничке карактеристике стила умјетника групе Плави јахач. Не само да се умјетници групе нису удружили у озваничено удружење па ни писали манифест, већ, будући да су њихове изложбе имале за циљ да покажу разноврсност облика изражавања које користе тадашњи савремени умјетници, у њиховом стваралаштву се више истичу разлике него сличности. У то вријеме, дјело Кандинског је несумњиво било најапстрактније, иако он никада није сасвим напустио референце на стварност у својим сликама прије 1914. године. Марк је такође експериментисао са апстракцијом у неким својим дјелима, пуним боја, насталим непосредно прије рата; Макеово дјело није било ништа мање живописно, али је код њега углавном преовладавала фигуративна намјера. Кле, који није био у потпуности интегрисан у групу, имао је у почетку потешкоће приликом коришћењу боје, те је у његовим раним радовима преовладавала линија наспрам боје.
У сваком случају, у дјелима поменуте тројице умјетника постоји заједничко интересовање за сликовност и формалне проблеме сликарства, инспирисане дијелом теоријама Делонеа, чији је есеј о свјетлости на њемачки превео Кле и објавио га у часопису Дер штурм 1913. године.

### Други експресионисти
Други умјетници експресионизма су радили самостално, често без повезаности са било којом организацијом. У Бечу млади Егон Шиле је запрепастио буржоазију отвореном еротизмом својих дјела; био је и у затвору једно вријеме 1912. године, осуђен због ширења „непристојних” цртежа. Бечка публика је била скандализована и дјелом Оскара Кокошке, који је дебитовао на првој изложби коју су организовали Густав Климт и први чланови Бечке сецесије у љето 1908. године. На овој изложби, Лудвиг Хевеси, један од најпроницљивијих бечких критичара тог времена, назвао је дјело Кокошке oberwilding, што би се могло превести као супер-дивље. У сваком случају, није лако рећи у којој мјери се Кокошку може дефинисати као експресионисту. Истина је да се у портретима више занимао за унутрашњи живот модела него за њихову физиономију, подсјећајући на жељу многих експресионистичких писаца да оголе „унутрашњег човјека”, не задржавајући се на небитним ситницама. У вези овога он је писао: „Тражим бљесак погледа, благе промјене израза лица које одражавају унутрашњи покрет”. Али што се тиче његових драмских дјела, негирао је да она имају било какве везе са „одбацивањем друштва или жељом да се побољша свијет што карактерише књижевну авангарду и њен нови стил, експресионизам”. С друге стране, Шиле се, упркос очигледној тежњи да шокира, често посвећивао компоновању и стварању композиција практично математичким методом, а нека од његових каснијих дјела, попут слике Испружени акт (1915; Збирка Рудолфа Леополда, Беч) комбинују еротски елемент у изузетно сложеној композицији. Могло би се помислити да умјетник експресиониста треба да обрати више пажње на експресивност него на чисто формална разматрања; међутим, неки од поменутих експресиониста као Кирхнер и Лајонел Фајнингер у својим дјелима придају велику пажњу композицији, наиме дисциплини у умјетности. Чак и Лудвиг Мајднер, чије берлинске слике, сликане непосредно прије рата, одражавају апокалиптичко лудило, пише у свом есеју Увод у сликарство великог града:
„Не можемо одмах и одједном да прикажемо све случајне и неорганизоване аспекте изабраног субјекта у слици. Морамо храбро и промишљено организовати оптичке утиске које добијамо из спољашњег свијета, организујући их у (складне) композиције”.
Јасно је, стога, да се појам „експресиониста” може користити тек као изјава о одређеној умјетничкој намјери или, као стилска ознака. Већина умјетника бавила се једним или другим обликом „изражавања”; из тог разлога су неки историчари умјетности ујединили под овим квалификатором тако различите личности као што су Хијероним Бош и Матијас Гриневалд, Паул Кле и Џексон Полок, називајући их „експресионистима”. Али какав значај се може дати дефиницији која покушава да помири тако различита умјетничка стријемљења? С друге стране, иако већина умјетника који се обично сматрају експресионистима дијели бар неке намјере и идеале, разлике међу њима су често подједнако значајне као и могуће сличности. Ни поређења експресионизма у умјетности и књижевности, неријетко представљен као јединствена појава за обе умјетности, нису сасвим задовољавајућа. Ако је експресионизам имао неки центар, то је вјероватно био Берлин. Ако су експресионистички умјетници и писци тражили центар за зближавање својих идеја, то су били часописи као Валденова Олуја (Der Sturm) и  Акција (Die Aktion) Франца Фемфарта. У области визуелних умјетности, процват експресионизма је био кратак: његов период највећег утицаја ограничен је на прве изложбе Нове сецесије, Посебне савезне изложбе  (Sonderbund-ausstellung) у Келну и Првог њемачког јесењег салона (Erster Deutscher Herbstsalon) у организацији Валдена 1913. године. Рат је произвео креативни бијес код неких експресиониста. Али, до раних 1920-их, експресионизам, или оно што је од њега остало, много се промијенио. Умјетници попут Бекмана, прво виђени као експресионисти, себе сада називају „објективистима”, док су Кандински, Фајнингер и други умјетници Баухауса кренули различитим путевима.

## Неки од представника експресионизма
- Паула Модерсон-Бекер (Paula Modersohn-Becker)
- Макс Бекман (Max Beckman)
- Ловис Коринт (Lovis Corinth)
- Ото Дикс (Otto Dix)
- Георг Грос (George Grosz)
- Ерих Хекел (Erich Heckel)
- Василиј Кандински (Wassiliy Kandinsky)
- Алексеј Јавленски (Alexei Javlensky)
- Наталија Гончарова (Natalia Goncharova)
- Ернст Кирхнер (Ernst Ludwig Kirchner)
- Оскар Кокошка
- Франц Марк
- Аугуст Маке (August Macke)
- Лудвиг Мајднер (Ludwig Meidner)
- Ото Милер (Otto Müller)
- Едвард Мунк (Edvard Munch)
- Габријела Минтер (Gabriele Münter)
- Емил Нолде (Emil Nolde)
- Макс Пехштајн (Max Pechstein)
- Кристијан Ролфс (Christian Rohlfs)
- Егон Шиле (Egon Schiele)
- Арнолд Шенберг (Arnold Schönberg)
- Хаим Сутин (Chaim Soutine)
- Бруно Таут (Bruno Taut)
- Ерих Менделсон (Erich Mendelsohn)
- Ханс Пелциг (Hans Poelzig)
- Фриц Хегер (Fritz Höger)
- Кете Колвиц